# OTMA

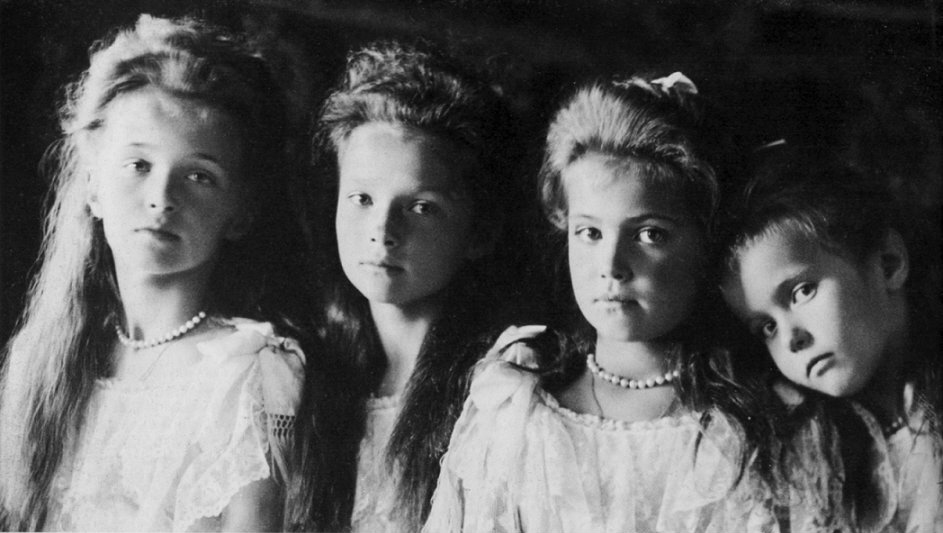
As quatro filhas do czar Nicolau II, Olga, Tatiana, Maria e Anastásia em 1906

"OTMA" era o pseudónimo utilizado pelas quatro filhas do czar Nicolau II da Rússia e da czarina Alexandra Feodorovna, formado pela letra inicial de cada um dos seus nomes. As quatro grã-duquesas eram descritas tendo cada uma a sua própria personalidade, mas, mesmo assim, incapazes de se separar. O nome era utilizado quando as quatro escreviam uma carta em conjunto, como alcunha entre os seus parentes e amigos mais próximos e, por vezes, em algumas entradas de diários. Um de seus tutores escreveu:
| “ | As grã-duquesas eram encantadoras - um retrato de juventude e saúde. É difícil de se achar quatro irmãs com características tão diferentes e ainda tão perfeitamente ligadas em uma afeição que não excluía a independência pessoal, e, a despeito dos temperamentos contrastantes mantinham-nas na mais unida família. Com as iniciais de seus nomes cristãos elas formaram um nome composto Cristão, OTMA, e abaixo dessa assinatura comum, elas frequentemente davam presentes ou mandavam cartas escritas por uma delas em nome de todas. | ” |

## As irmãs

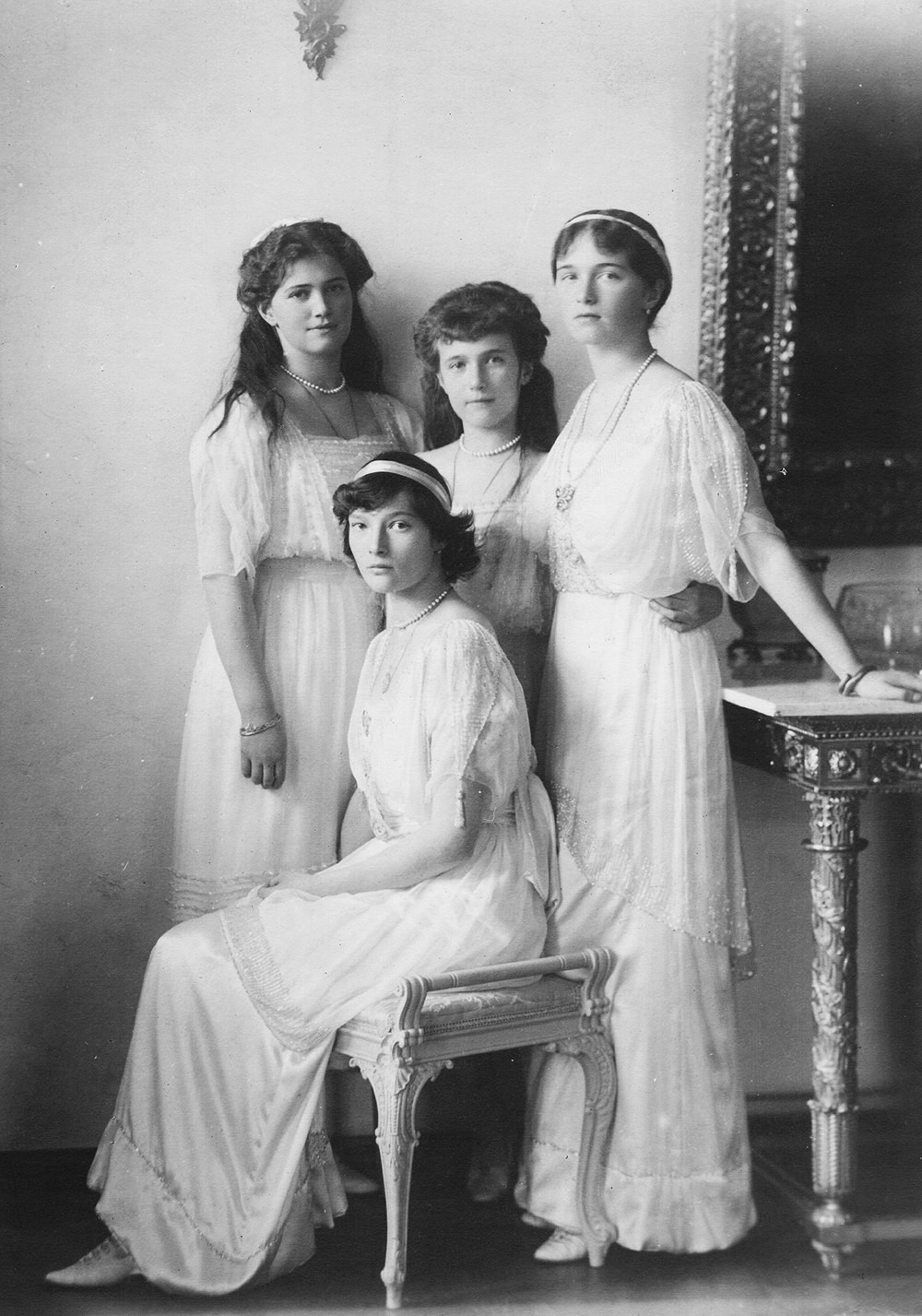
OTMA em 1913 numa fotografia formal para a comemoração dos 300 anos da dinastia Romanov

A irmã mais velha, Olga Nikolaevna, nascida no dia 15 de novembro de 1895, era descrita como a mais inteligente e madura das quatro. Sempre atenta às necessidades dos outros, gostava de ajudar sempre que podia, sacrificando a sua pequena mesada para oferecer a instituições de caridade. Apesar disso, também tinha um estado de espírito complicado e era frequente envolver-se em discussões com a sua mãe Alexandra.
Tatiana Nikolaevna, nascida no dia 10 de junho de 1897, era chamada de "A Governanta" pelas suas irmãs por estar sempre a dar ordens. Era a filha preferida de Alexandra e a única que parecia compreender todos os seus desejos. Sempre que as crianças imperiais queriam um favor dos pais, todos concordavam que era Tatiana quem o deveria pedir. Nunca se interessou muito pelo trabalho da escola e preferia coisas práticas como bordado, pintura ou crochê. Das quatro irmãs era descrita como a mais vaidosa e estava sempre actualizada sobre as últimas modas em vestuário e cabelo. Era aquela que estava presente em mais ocasiões públicas e, por isso, a mais famosa durante a sua curta vida, sendo descrita por muitos como a mais sofisticada das irmãs.
A terceira irmã, Maria Nikolaevna, nascida em 26 de junho de 1899, era descrita como o "anjo" da família. De todas as quatro irmãs ela era a mais apegada ao pai o Czar Nicolau. Desde sempre bondosa e dedicada à família, tinha o sonho de se casar com um soldado russo e ter 20 filhos. Por vezes as irmãs tiravam vantagem da sua bondade e chamavam-na de "meia-irmã" e "cãozinho gordo". Era muito chegada à sua irmã mais nova e tendia a ser dominada por ela. Também nunca se interessou pelo trabalho escolar, mas gostava muito de pintura e tinha um grande talento para fazer caricaturas. Era ambidestra ja que embora escrevesse com a mão direita, preferia desenhar com a esquerda.
A irmã mais nova, a famosa Anastásia Nikolaevna, nascida a 18 de junho de 1901, era, talvez, a mais selvagem e distinta das quatro. Desde os primeiros anos de vida que gostava de pregar partidas aos servos e membros da família, trepar a árvores e fazer imitações bastante rigorosas das pessoas que conhecia. O seu tutor, Pierre Gilliard, disse que ela tinha um talento especial para o teatro e, embora nunca a tivesse conseguido ensinar a falar francês fluentemente, disse que ela tinha um sotaque perfeito. Era muito chegada ao seu irmão mais novo, Alexei, e a única que o conseguia fazer sorrir durante as suas crises de Hemofilia. A sua mãe sempre tentou acalmá-la e ensiná-la a comportar-se de uma forma mais feminina, mas nunca teve sucesso. O médico da família, Eugene Botkin, gostava particularmente da sua companhia e chamava-a de "raio de sol". Numa ocasião o médico, depois de mais uma conversa hilariante com a Grã-Duquesa, disse-lhe que ela era ouro puro. Anastásia, com um sorriso, respondeu: "Muito pelo contrário, sou apenas o mais simples cabedal."
As quatro irmãs tinham apenas um irmão, Alexei Nikolaevich, que sofria de hemofilia e era o centro das atenções da família.
Por ocasião da Revolução Russa de 1917, a família Romanov foi feita prisioneira em Tobolski, e depois em Ekaterinburg, aonde o czar, a czarina e o príncipe herdeiro e as quatro grã-duquesas foram mortos.

## Ver Também
- Olga Nikolaevna
- Tatiana Nikolaevna
- Maria Nikolaevna
- Anastásia Nikolaevna
- Nicolau II da Rússia
- Revolução Russa